# Albrecht Böhm
Albrecht Böhm (* 11. Juni 1939 in Fürth; † 5. März 2022 in Würselen) war ein deutscher experimenteller Teilchenphysiker.

## Leben
Böhm besuchte die Schule in Regensburg und Fürth und studierte nach dem Abitur 1959 Physik an der Universität Erlangen-Nürnberg. Von 1964 bis 1968 war er an Neutrino-Experimenten und Kaon-Zerfalls-Experimenten am CERN mit Carlo Rubbia beteiligt. 1969 wurde er an der RWTH Aachen promoviert und 1974 wurde er dort wissenschaftlicher Rat und Professor und 1980 Professor (Lehrstuhl für Experimentalphysik III A). Von 1999 bis 2001 hatte er als Nachfolger von Siegfried Bethke die Leitung des 3. Physikalischen Instituts A (sein Nachfolger wurde Thomas Hebekker). 2004 ging er in den Ruhestand. Sein Nachfolger wurde Martin Erdmann.
In den 1970er Jahren war er an Experimenten zur Messung des elastischen und totalen Proton-Proton Wirkungsquerschnitt am ISR des CERN und ab 1976 am Mark J Detektor am DESY (Speicherring Petra) beteiligt (geleitet von Samuel C. C. Ting), wozu die Aachener Gruppe ein Kalorimeter baute. Bei dem Experiment wurde 1979 das Gluon nachgewiesen (als Drei-Jet-Ereignis). 1986 organisierte er den LEP 200 Workshop des European Committee for Future Accelerators und war am LEP L3-Detektor beteiligt (der 1989 in Betrieb ging, Leitung Samuel C. C. Ting), mit dem eine Reihe von Tests des Standardmodells durchgeführt wurden, unter anderem wurde der Zerfall des Z-Bosons genau ausgemessen und Mitte der 1990er Jahre obere und untere Schranken für die Higgs-Masse bestimmt.